# Anorostoma carbona
Anorostoma carbona är en tvåvingeart som beskrevs av Charles Howard Curran 1933. Anorostoma carbona ingår i släktet Anorostoma och familjen myllflugor. Inga underarter finns listade i Catalogue of Life.